# Magyar zsályacincér
A magyar zsályacincér (Agapanthiola leucaspis) a cincérfélék családjába tartozó, Délkelet-Európában, Nyugat- és Közép-Ázsiában honos bogárfaj. 

## Megjelenése
A magyar zsályacincér testhossza 6-14 mm. Alakja megnyúlt, karcsú. Feje a többi cincérhez hasonlóan a test tengelyére merőlegesen, lefelé mutat. Színe fémfényű kék vagy zöldeskék, a pajzsocskát és a melloldalakat fehér, molyhos szőrök fedik. Felülete egyébként majdnem csupasz, csak a szárnyfedőkön található nagyon rövid, felálló, gyér szőrözet. Előháta hosszabb a szélességénél, keskeny, hengeres. A szárnyfedők szélei nagyjából párhuzamosan futnak, a végük egyenként kihegyesedő. A fej és az előhát finoman és sűrűn, a szárnyfedők nagyon durván és sűrűn, helyenként ráncolva pontozottak. Csápjai egyszínűek, ízei nem gyűrűzöttek. A szemek alsó lebenye nagyon kicsi, emiatt pofái igen hosszúak.

## Elterjedése és életmódja
Eurázsiában honos, a Kárpát-medencétől és a Balkántól a Kaukázuson át Közép-Ázsiáig és Dél-Szibériáig. Magyarországon csak szórványosan fordul elő meleg, száraz élőhelyeken. Legnagyobb ismert populációja a budai Sas-hegyen található, de előfordul Esztergom, Simontornya, Székesfehérvár, Tapolca, Kalocsa környékén is.  
Száraz, meleg rétek, sztyeppek lakója. Lárvája polifág, különféle lágyszárú növények szárában él. Fejlődése egy évig tart. Az imágó május-júniusban rajzik. 
Magyarországon védett, természetvédelmi értéke 5000 Ft.

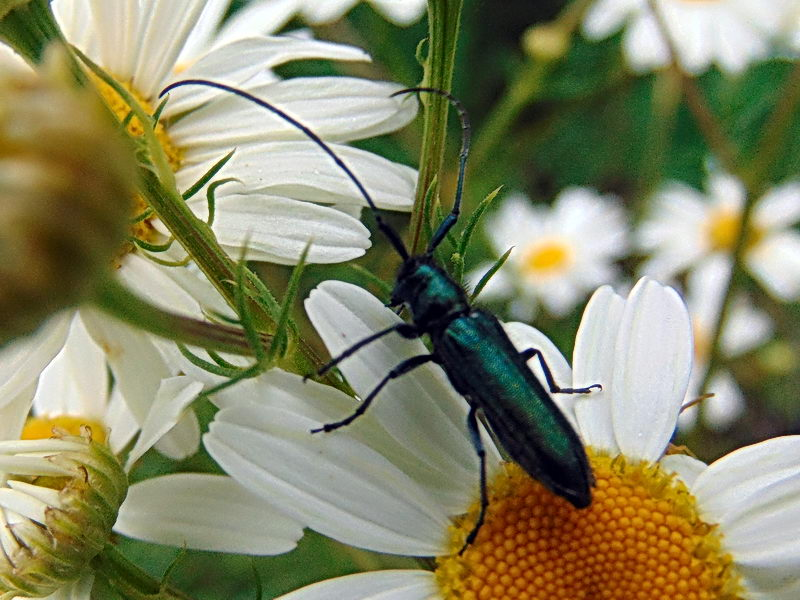
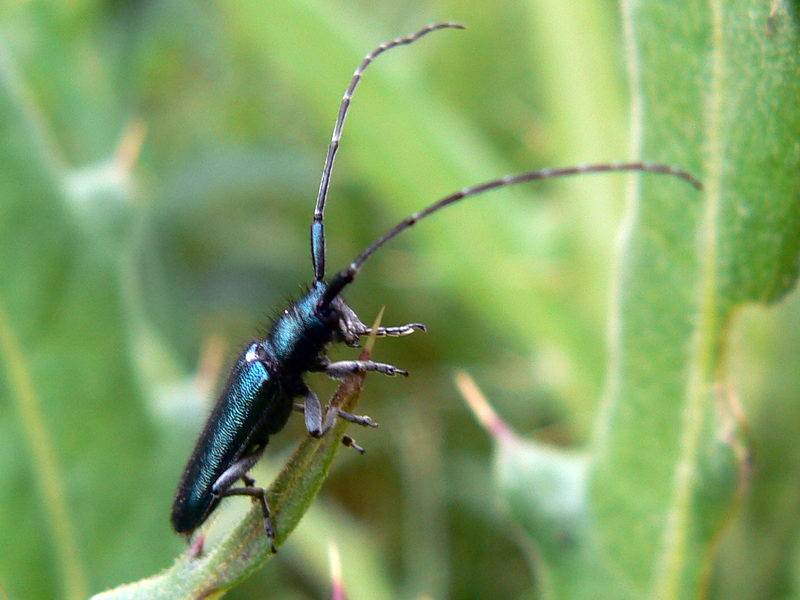